# فرهنگ اسپانیایی‌ها

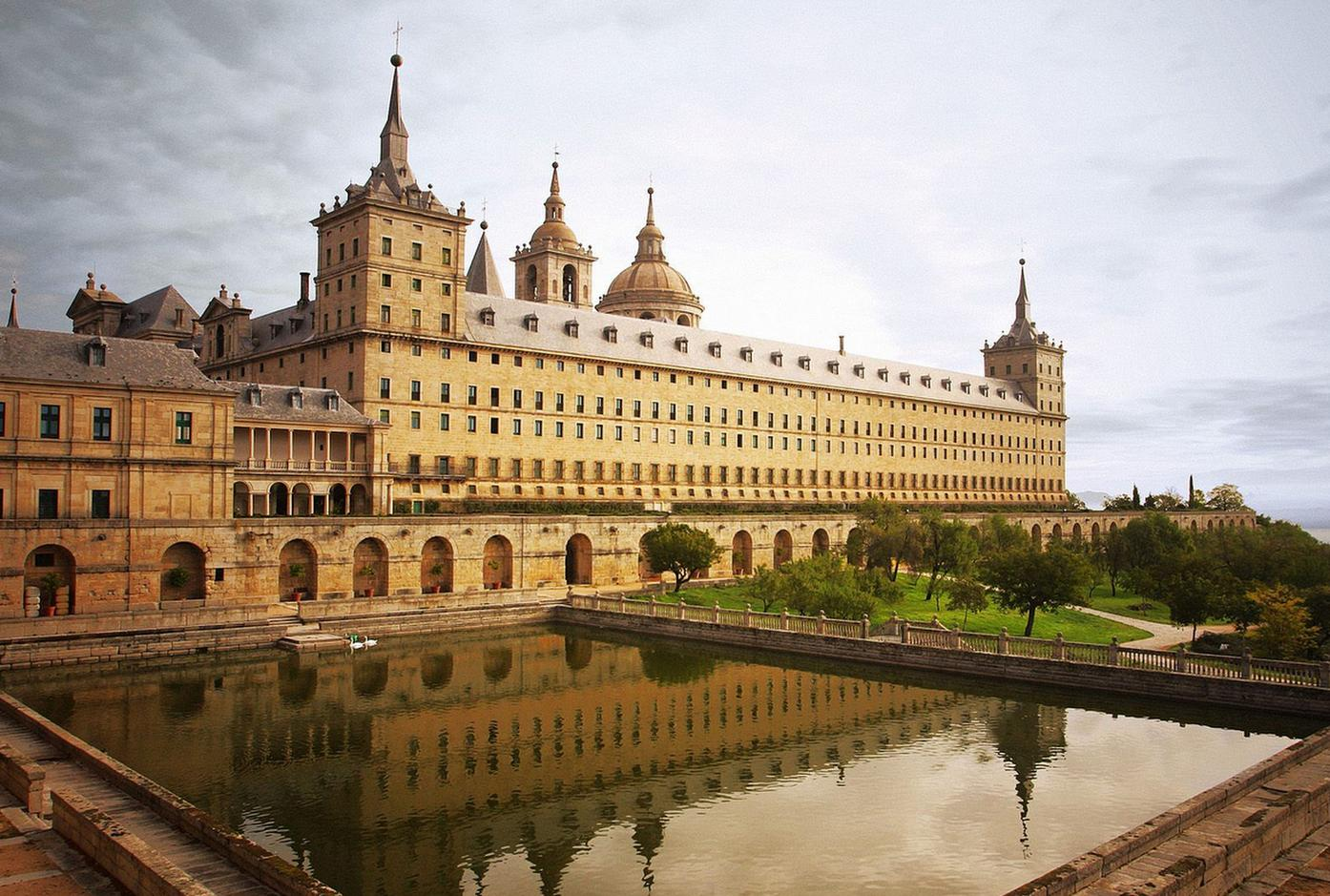
ال اسکوریال، اثری که در فهرست
میراث جهانی یونسکو قرار دارد.

فرهنگ اسپانیایی‌ها یا فرهنگ اسپانیا (انگلیسی: Culture of Spain) مبتنی بر انواع تأثیرات تاریخی است، در درجه اول بر اساس فرهنگ روم باستان می‌باشد چراکه اسپانیا برای قرن‌ها بخشی از جهان یونانی و رومی بوده‌است. بر کشور، هیسپانیا سایر اقوام باستانی مانند یونانی‌ها، تارتسی‌ها، سلت‌ها، ایبری‌ها، سلتیبری‌ها، فنیقی‌ها و کارتاژنی‌ها نیز تأثیراتی داشتند. البته از لحاظ تاریخ نگاشته شده و مدون اولین قومی که در این خطه پیاده شد، اندلس نامیده می‌شد که اسم خود را به سرزمین داد و آنرا آندلوس نامیدند، گفته شده این قوم مجوس بودند.
از نظر فرهنگی اسپانیا، به خاطر وجود جنبه‌های قدرتمندی از میراث فرهنگی روم در تمام زوایای زندگی اسپانیایی‌ها، اسپانیا کشوری لاتین به حساب می‌آید. با این حال فرهنگ اسپانیایی به خاطر تاریخ و قدمت طولانی این کشور از جنبه‌های گوناگون از هنر گرفته تا کشاورزی تا آشپزی و موسیقی تحت تأثیر دیگر کشورهای اروپایی و کشورهای مدیترانه‌ای بوده‌است.
۴۴ مکان تاریخی و فرهنگی در اسپانیا در فهرست میراث جهانی یونسکو قرار دارند. اسپانیا از نظر تعداد میراث فرهنگی مورد حمایت یونسکو پس از ایتالیا و چین در رده سوم جهان قرار دارد.

## نام
در مورد نام اسپانیا یا اسپانی، در کتاب صاحب نفح الطیب گفته شده اشبانیه نام قدیم شهر اشبیلیه بوده‌است که بعدها آنرا به تمام اندلس اطلاق کرده‌اند.

## جشن پادشاهان مغ
اسپانیایی‌ها با جشنی با عنوان «پادشاهان مغ» به تعطیلات سال نوشان پایان می‌دهند. «پادشاهان مغ» به عقیده بسیاری از پژوهشگران، همان دانشمندان و نمایندگان پادشاهان سلسله اشکانی در ایران بودند که بر اساس اطلاعات خود و با رهگیری یک ستاره درخشان در آسمان، هنگام تولد عیسی در آن دوران، به امپراتوری روم، زادگاه عیسی رفته و هدایایی را به وی تقدیم کردند. اسپانیایی‌های کاتولیک، این دانشمندان را، «ملچور»، «گاسپار» و «بالتاسار» می‌نامند و در شب ششم ژانویه، جشنهایی را در شهرها و روستاهای خود به مناسبت ورود آنان به زادگاه عیسی برگزار می‌کنند. کودکان اسپانیایی هرساله با شوق فراوان منتظر ورود این پادشاهان هستند تا همانند بابانوئل برای سایر مسیحیان، برای آنان هدیه بیاورند. در حالی که پاپانوئل در اکثر کشورهای مسیحی سوار بر کالسکه و با گوزنها برای توزیع هدایا به خانه‌ها می‌آید، در اسپانیا این پادشاهان مغ هستند که سوار بر شتر هدایای سال نوی کودکان را می‌آورند. برای زنده نگهداشتن این باورها و افزودن به اشتیاق کودکان، رسانه‌های اسپانیا از چند روز پیش با برنامه‌های گوناگون، تلاش می‌کنند تا همگان را متقاعد سازند که هدیه آوردن پادشاهان مغ برای آنان یک افسانه نیست بلکه واقعیت دارد. و در روز موعود افرادی در لباس و هیبت پادشاهان مغ در جشنهای یادشده برای همگان شادی و شکلات به هدیه می‌آورند.

## عبور اسب از آتش
هرساله مراسمی دریکی از روستاهای مادرید، پایتخت اسپانیا، برگزار می‌شود به نام جشنوارهٔ «لاس لومیناریاس» که صاحبان اسب‌ها، سوار بر اسب‌هایشان آن‌ها را از روی آتش عبور می‌دهند. مردم این روستاها معتقدند این مراسم اسب‌هایشان را پاک‌کرده، و درنتیجه از آن‌ها تا سال آینده حفاظت می‌شود.

## هنر

بانوان (۱۶۵۶)، اثر دیگو ولاسکز، موزه دل پرادو.

هنرمندان اسپانیایی تأثیرات به سزایی بر پیشرفت جنبش‌های هنری گوناگون اروپا داشته‌اند. البته هنر اسپانیایی به دلیل گوناگونی‌های تاریخی، جغرافیایی تأثیر زیادی نیز پذیرفته‌است. میراث مورها در اسپانیا به ویژه در آندلس هنوز مشهود است.
در زمینه نقاشی آثاری از ال گرکو، خوسپه دی ریبرا و فرانسیسکو دی زورابان که مربوط به دوران طلایی می‌باشند یافت شده‌اند. همچنین در دوران بارکو، دیگو ولاسکز چندین اثر مشهور اسپانیایی از جمله بانوان و لاس هیلاندراس را خلق کرد.
نقاشی‌های فرانسیسکو گویا مربوط به دوره جنگ استقلال اسپانیا بسیار چشمگیر است. در سبک امپرسیونیسم خواکین سورولا و همچنین در مدرنیسم پابلو پیکاسو، سالوادور دالی، خوان گری و خوان میرو نقاشان مطرح اسپانیایی به حساب می‌آیند.

## سینما
در طول تاریخ سینمای اسپانیا لوئیس بونیوئل نخستین کسی بود که در عرصه جهانی شناخته شد. پس از او پدرو آلمودوار در دهه هشتاد میلادی توجهات را به سوی خود جلب کرد. همچنین سینمای اسپانیا در طول تاریخ خود توسط کارگردانانی چون سگوندو دی چومون، فلورین ری، لوئیس گارسیا برلانگا، کارلوس سائورا، خولیو مدم، آلخاندرو آمنابار و برادران تروبا به موفقیت بین‌المللی دست یافته‌است. در سال‌های اخیر نیز سینمای اسپانیا به موفقیت‌های بین‌المللی از جمله دریافت جایزه اسکار توسط فیلم‌های هزارتوی پن و بازگشت دست یافته‌است. بازیگرانی اسپانیایی چون سارا مونتیل و پنلوپه کروز جز ستارگان هالیوودی به حساب می‌آید.

## معماری

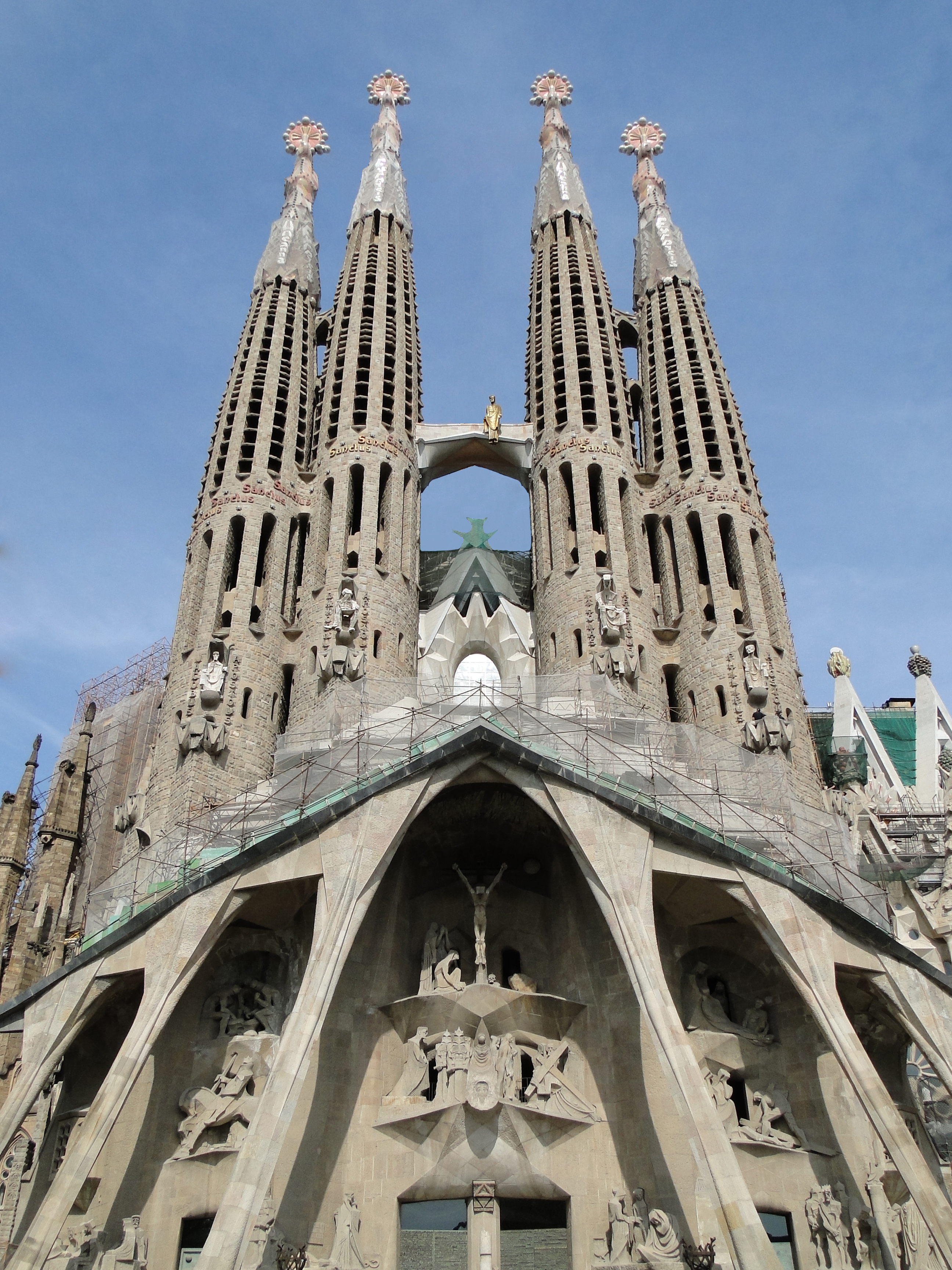
کلیسای ساگرادا فامیلیا (خانواده مقدس) طراحی توسط آنتونی گادی، بارسلونا

معماری اسپانیایی به سبب گوناگونی‌های تاریخی و جغرافیایی در طول تاریخ تأثیرات زیادی پذیرفته‌است. شهر کوردوبا که توسط رومی‌ها و با معماری رومی‌وار ساخته شده بعدها با ورود مسلمانان و ساخت بناهایی با معماری عربی در دوره امویان از نمونه‌های بارز معماری اسپانیایی است. پس از اموی‌ها معماری عربی در دوره‌های بعدی حکومت‌های اسلامی به رشد خود ادامه داد و در نهایت با حکومت نصریان که کاخ‌های مشهور خود را در گرانادا بنا نهادند به پایان رسید. در دوره بین قرون ۱۲ تا ۱۷ میلادی و پس از آشنایی اروپاییان با سبک، الگو و عناصر معماری عربی سبکی به نام سبک معماری مُدَجَّنی شکل گرفت.
همزمان پادشاهی‌های مسیحی کم‌کم پدید آمدند و سبک معماری آن‌ها به مرور گسترش پیدا کرد. این سبک که سبک معماری پیش از روم بود برای مدتی در اوایل قرون جدید از تأثیر نفوذ جریان‌های معماری معاصر در اروپا در امان ماند و معماران اسپانیای مسیحی بعدها سبک‌های معماری معماری گوتیک و رومی را با هم درآمیختند. پس سبک گوتیک در سراسر قلمروی اسپانیا به طرز شگفت‌آوری رشد و گسترش یافت.

## موسیقی و رقص

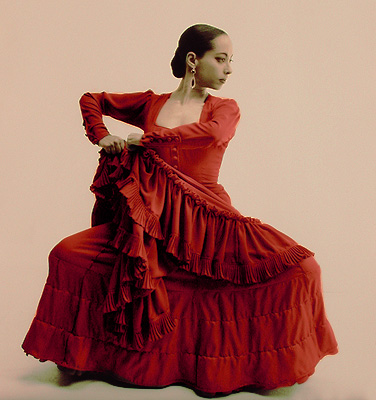
فلامنکو سبکی از آواز، موسیقی و رقص اسپانیایی

خارج از اسپانیا موسیقی اسپانیایی با فلامنکو هم ارز در نظر گرفته می‌شود. فلامنکو یک سبک موسیقی متعلق به غرب منطقه آندلس اسپانیا است که بر خلاف دیدگاه عموم در دیگر نقاط اسپانیا مرسوم نیست. سبک‌های دیگری از موسیقی بومی در دیگر نقاط نیز رایج است. در زمینه موسیقی کلاسیک آهنگسازان برجسته‌ای چون ایساک آلبنیس، مانوئل د فایا، انریکه گرانادوس و خوانندگانی همانند پلاسیدو دومینگو، خوزه کارراس، مونتسرات کابایه، آلیسیا د لاروچا، آلفردو کرائوس، پابلو کاسالس، ریکاردو وینیاس، خوزه ایتوربی، پابلو دو ساراساته، یوردی ساوای و ترزا برگانزا اهل اسپانیا هستند. در این کشور بیش از چهل ارکستر حرفه‌ای وجود دارد از جمله ارکستر ملی اسپانیا، ارکستر سمفونیک بارسلونا و ارکستر سمفونیک مادرید و همچنین خانه‌های اپرای بزرگی چون تئاتر سلطنتی، تئاتر لوسیو و قصر هنر ملکه سوفیا در اسپانیا فعال هستند.
هزاران هوادار موسیقی هر سال برای شرکت در جشنواره شناخته شده موسیقی تابستانه سونار؛ که در سبک‌های موسیقی پاپ و تکنو فعال است؛ به اسپانیا سفر می‌کنند. دیگر جشنواره موسیقی سالانه در اسپانیا جشنواره موسیقی بنیکاسیم است که موسیقی راک و رقص را اجرا می‌کند.
پرطرفدارترین ابزار موسیقی یعنی گیتار ریشه‌ای اسپانیایی دارد.

## آشپزی
آشپزی کاتالانی، که از بهترین‌های آن، در بارسلون یافت می‌شود، از جاذبه‌هایی است که گردشگران را از نقاط مختلف دنیا به این منطقه، می‌کشاند. زعفران و زیره سبز در اکثر غذاهای این منطقه دیده می‌شوند، که ترکیبی از خوراکی‌های سنتی و ادویه‌های مختلف، سبک بارسلونی را به وجود می‌آورند و استفاده از خوراکی‌های دریایی و گوشت با سس زیاد، تخصص آشپزان این منطقه است. شام وعدهٔ اصلی آنها است.